# Gerš Ickovič Budker
Gerš Ickovič Budker [gérš íckovič búdker] (rusko Герш И́цкович Бу́дкер, tudi Andrej Mihajlovič Budker), ruski fizik, * 1. maj 1918, vas Murafa, Ruski imperij (sedaj Viniška oblast, Ukrajina), † 4. julij 1977, Akademgorodok, Sovjetska zveza (sedaj Rusija).
Budker se je specializiral za področji jedrske fizike in pospeševalnikov delcev. Najbolje znan je po iznajdbi hlajenja elektronov iz leta 1968, ko je odkril način za zmanjšanje oddajnosti žarkov delcev s pomočjo termalizacije preko kopropagacijskega elektronskega žarka.  
28. marca je postal dopisni član Sibirske veje Sovjetske akamedije znanosti, 26. junija 1964 pa je postal akademik na Oddelku za jedrsko fiziko. 
Leta 1959 je ustanovil Inštitut za jedrsko fiziko (zdaj je imenovan po njem) v Akademgorodku in postal njegov prvi predstojnik. Po njegovi smrti so v njegovo čast inštitut preimenovali v Budkerjev Inštitut za jedrsko fiziko.  
Je potomec poljskega rabina Samsona ben Pesaha Ostropolija.